# Chitonellidae
Famille
Les Chitonellidae sont une famille de Ciliés de la classe des Cyrtophoria et de l’ordre des Chlamydodontida.

## Étymologie
Le nom de la famille vient du genre type Chitonella, composé de chiton- (du grec ancien χιτον / chiton, « vêtement, tunique, écorce »), et -ella, petite.

## Liste des genres

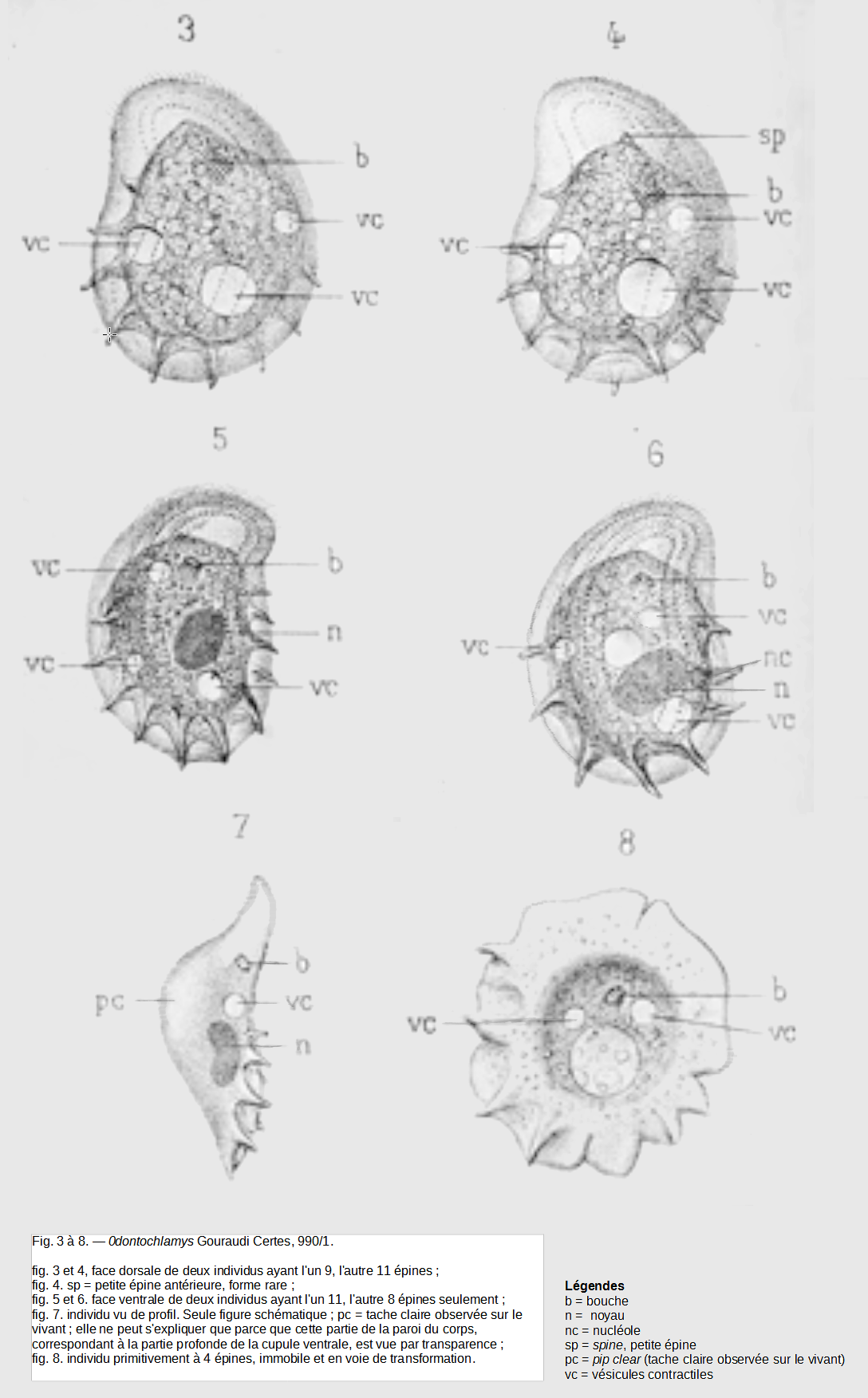
0dontochlamys gouraudi Certes, 1891.

Selon GBIF (1er décembre 2022) :
- Chitonella Small & Lynn, 1985
- Lophophorina Penard, 1922
- Odontochlamys Certes, 1891

## Systématique
Le nom valide de ce taxon est Chitonellidae Small & Lynn, 1985.